# Callispa pretiosum
Callispa pretiosum là một loài bọ cánh cứng trong họ Chrysomelidae. Loài này được Hua miêu tả khoa học năm 2002.